# Pstruží
Pstruží är en ort i Tjeckien. Den ligger i den östra delen av landet, 290 km öster om huvudstaden Prag. Pstruží ligger 396 meter över havet och antalet invånare är 756.
Terrängen runt Pstruží är kuperad. Runt Pstruží är det ganska tätbefolkat, med 214 invånare per kvadratkilometer. Närmaste större samhälle är Frýdek-Místek, 13,2 km norr om Pstruží. I omgivningarna runt Pstruží växer i huvudsak blandskog.